# بيكولين
بيكولين هو مركب كيميائي عضوي له الصيغة الكيميائية C6H7N، ويتكون بنيوياً من حلقة بيريدين مستبدلة بمجموعة ميثيل، لذلك فهو مستبدل ميثيلي للبيريدين.

## المتصاوغات
يوجد هناك ثلاثة متصاوغات بنيوية للبيكولين وهي مرفقة في الجدول التالي:
| الاسم                                   | CAS#       | نقطة الانصهار (°س) | نقطة الغليان (°س) | pKa لأيون البيريدينيوم | البنية |
| --------------------------------------- | ---------- | ------------------ | ----------------- | ---------------------- | ------ |
| 2-ميثيل البيريدين؛ α-بيكولين؛ 2-بيكولين | [109-06-8] | -66.7              | 129.4             | 5.96                   |        |
| 3-ميثيل البيريدين؛ β-بيكولين؛ 3-بيكولين | [108-99-6] | -18                | 141               | 5.63                   |        |
| 4-ميثيل البيريدين؛ γ-بيكولين؛ 4-بيكولين | [108-89-4] | 3.6                | 145.4             | 5.98                   |        |

## الخواص البيئية
تبدي مركبات البيكولين خاصية تطايرية مرتفعة، وهي تتحلل بشكل أبطأ من قريناتها المستبدلة بمجموعة كربوكسيل؛ وتحدث التطايرية بشكل أقل شدة في التربة منه في الماء، وذلك بسبب امتزاز تلك المركبات إلى غضار التربة والمادة العضوية فيها. من الظاهر أن تحلل البيكولين يعود إلى دور البكتريا بشكل أساسي؛ كما وجد أن مركب 3-ميثيل البيريدين يتحلل بشكل أبطأ من متصاوغيه المتبقيين. مثلما هو الحال في مشتقات البيريدين فإن مركبات البيكولين تتحلل إلى أمونيوم عند وجود فائض من النتروجين في الوسط.

## اقرأ أيضاً
- حمض البيكولينيك
- ثنائي حمض البيكولينيك
- 6،2-لوتيدين (ثنائي ميثيل البيريدين)